# Лісін Кирило Андрійович
Кири́ло Андрі́йович Лі́сін (1985-2022, м. Олешки Херсонської області) — старший сержант Збройних сил України, учасник російсько-української війни.

## Життєпис
Головний сержант 1-ї десантно-штурмової роти 1-го десантно-штурмового батальйону 80-ї окремої десантно-штурмової бригади. Дружині казав що в Краматорську. Вона дізналася, що він у ДАПі, з новин. Зазнав контузії; вивезли ще до падіння оборони.
У 2014—2015 роках брав участь у боях за ДАП. Після того воював за Авдіївку.
Загинув 28 лютого 2022 року у місті Олешки Херсонської області. Чин похорону відбувся 8 березня 2022 року в Гарнізонному храмі святих апостолів Петра і Павла.

## Нагороди та вшанування
За особисту мужність і високий професіоналізм, виявлені у захисті державного суверенітету та територіальної цілісності України, вірність військовій присязі, відзначений — нагороджений:
- орденом «За мужність» II ступеня (29 березня 2022, посмертно)
- орденом «За мужність» III ступеня (31 липня 2015)
- подяка Львівського міського голови (січень 2022)
- відзнака «Почесний знак Святого Юрія» (23 серпня 2023)[3]

## Поховання
Похований 8 березня 2022 року на Личаківському цвинтарі у Львові.